# NGC 521
NGC 521 è una vasta galassia a spirale barrata vista di faccia e situata nella costellazione della Balena a una distanza di circa 226 milioni di anni luce dalla nostra Via Lattea.

## Descrizione

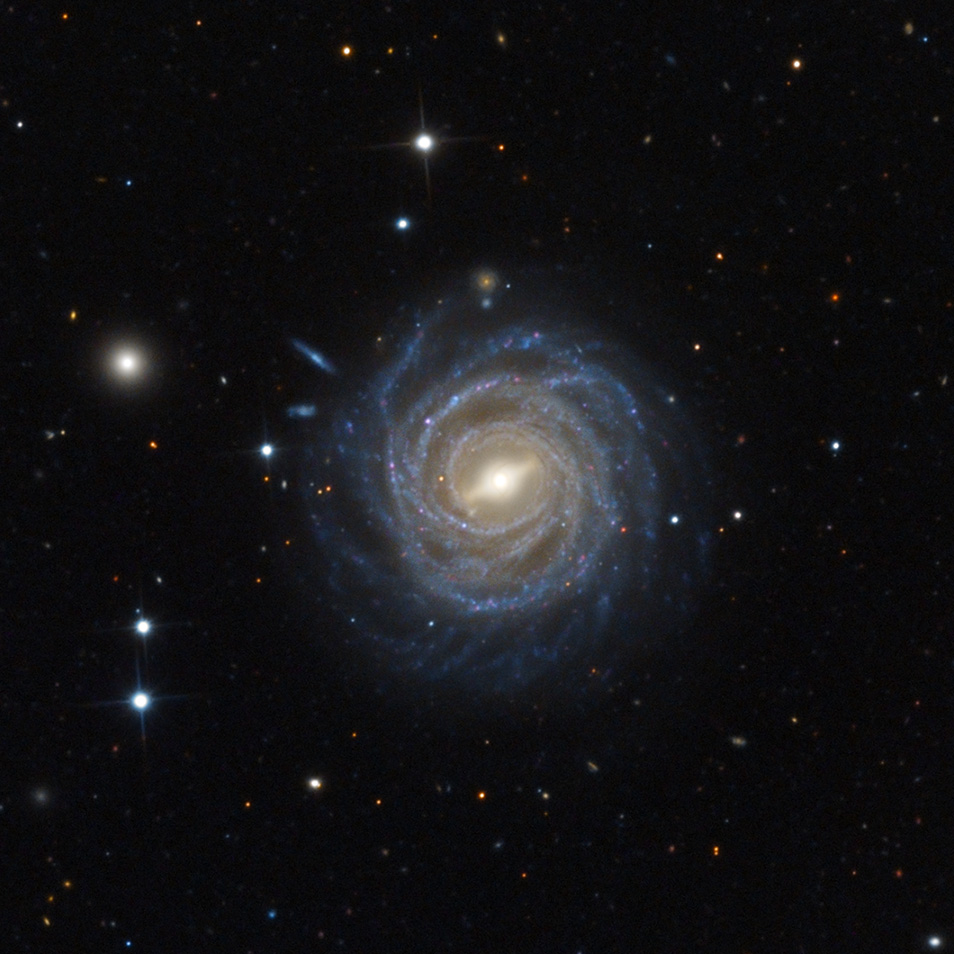
NGC 521 ripresa con il telescopio Schulman dell'osservatorio di Monte Lemmon. (Adam Block)

La galassia ha una classe di luminosità II-III e presenta una larga riga a 21 cm dell'idrogeno neutro.
Le galassie NGC 521 e UGC 890 (CGCG 0118.6+0160 indicata come 0118+0160 nell'articolo di Mahtessian), formano una coppia di galassie.
La dimensione del semiasse maggiore è stimata in 1470 parsec (~4800 anni-luce)
Le osservazioni condotte dal telescopio spaziale Hubble, hanno permesso di rilevare la presenza di un disco attorno al nucleo di NGC 521 dove è attiva la formazione stellare.

## Scoperta
NGC 521 è stata scoperta l'8 ottobre 1785 dall'astronomo britannico di origine tedesca William Herschel.

## Supernove
Tre supernove sono state scoperte all'interno di NGC 521: SN 1966G, SN 1982O e SN 2006G.

### SN 1966G
Questa supernova è stata scoperta il 16 agosto 1966 dall'astronomo ungherese Miklós Lovas dell'osservatorio Konkoly e dall’astronomo statunitense Gibson Reaves. Non è stato determinato a quale tipo appartenga questa supernova.

### SN 1982O
La supernova è stata scoperta il 19 agosto 1982 dall'astronomo ungherese Miklós Lovas dell'osservatorio Konkoly. La tipologia di questa supernova non è stata determinata.

### SN 2006G
La supernova è stata scoperta il 13 gennaio 2006 da M. Baek e W. Li nel quadro del programma congiunto LOSS/KAIT (Lick Observatory Supernova Search dell'osservatorio Lick e The Katzman Automatic Imaging Telescope dell'Università della California - Berkeley. La supernova è stata classificata come supernova di tipo II.